# CK Hutchison Holdings
CK Hutchison Holdings Limited (長江和記實業有限公司) — один из крупнейших многопрофильных конгломератов Китая, официально зарегистрирован на Каймановых островах, фактическая штаб-квартира расположена в Гонконге (небоскрёб Чхёнкхон-сентер в Центральном районе). Холдинг образован в марте 2015 года в результате слияния компаний Cheung Kong Group и Hutchison Whampoa, принадлежавших миллиардеру Ли Кашину и его младшему партнёру Каннингу Фоку.
Основные сферы интересов — портовое хозяйство и логистика, розничная торговля, транспортная и инженерная инфраструктура, энергетика, коммунальное хозяйство, телекоммуникации, финансовые услуги и биотехнологии. По состоянию на весну 2017 года в CK Hutchison Holdings работало свыше 300 тыс. сотрудников в более чем 50 странах мира (крупнейшими работодателями являлись A.S. Watson Group — более 130 тыс. сотрудников и Hutchison Ports — 30 тыс. сотрудников).
В списке крупнейших публичных компаний мира Forbes Global 2000 за 2023 год CK Hutchison Holdings занял 227-е место.

## История
В 1828 году в Кантоне открылась небольшая компания, которая позже получила название A.S. Watson. В 1841 году эта компания перебралась в британский Гонконг и поменяла название на HK Dispensary. В 1863 году при участии Томаса Сазерленда в Гонконге была основана судостроительная компания Hong Kong and Whampoa Dock. В том же году компания HK Dispensary была переименована A.S. Watson. В 1877 году молодой британец Джон Дафлон Хатчисон начал работать в гонконгском офисе торгового дома Robert Walker and Company. Вскоре он возглавил компанию, переименовав её в John Hutchison and Company.
В 1883 году A.S. Watson вышла на рынки Китая и Филиппин. В 1884 году в Маниле открылись аптека и фабрика прохладительных напитков A.S. Watson. В 1903 году была основана компания Watson’s Water, которая обеспечивала потребителей Гонконга и Китая чистой питьевой водой. В 1950 году молодой иммигрант из Чаочжоу Ли Кашин основал в Гонконге небольшую компанию по производству пластмассовых изделий Cheung Kong Industries.
В 1960 году компания Hutchison International под предводительством успешного коммерсанта Дугласа Клэга начинает череду поглощений, устанавливая контроль над A.S. Watson Company, Davie, Boag and Company, Hong Kong and Whampoa Dock и China Provident Company. В 1969 году компания Hongkong International Terminals устанавливает погрузочно-разгрузочное оборудование на двух причалах в Гонконге, а компания Hong Kong and Whampoa Dock выходит на рынок операций с недвижимостью.
В 1971 году была основана компания Hutchison Properties, которая специализировалась на девелопменте. В 1972 году Cheung Kong (Holdings) Limited начинает котироваться на Гонконгской фондовой бирже. В 1973 году A.S. Watson открывает в Гонконге первые супермаркеты PARKnSHOP. В 1976 году Hongkong International Terminals открывает контейнерный терминал № 4. В 1977 году в результате слияния компаний Hutchison International и Hongkong and Whampoa Dock была основана компания Hutchison Whampoa. В том же году Cheung Kong Holdings приобрёл пятизвёздочный отель Hong Kong Hilton и соседние торговые ряды, на месте которых в 1999 году открылся Cheung Kong Center.
В январе 1978 года Hutchison Whampoa также выходит на Гонконгскую фондовую биржу. В 1979 году Ли Кашин приобретает у The Hongkong and Shanghai Banking Corporation крупный пакет акций Hutchison Whampoa. Таким образом, он стал первым китайцем, который взял под свой контроль гонконгскую компанию, основанную британцами. В 1980 году в результате слияния девелопментских активов Hongkong and Whampoa Dock и Hutchison Properties возникла компания Hutchison Whampoa Property Group. В том же году был закончен один из первых крупных проектов группы — офисный комплекс Admiralty Centre в центральном деловом районе Адмиралтейство.

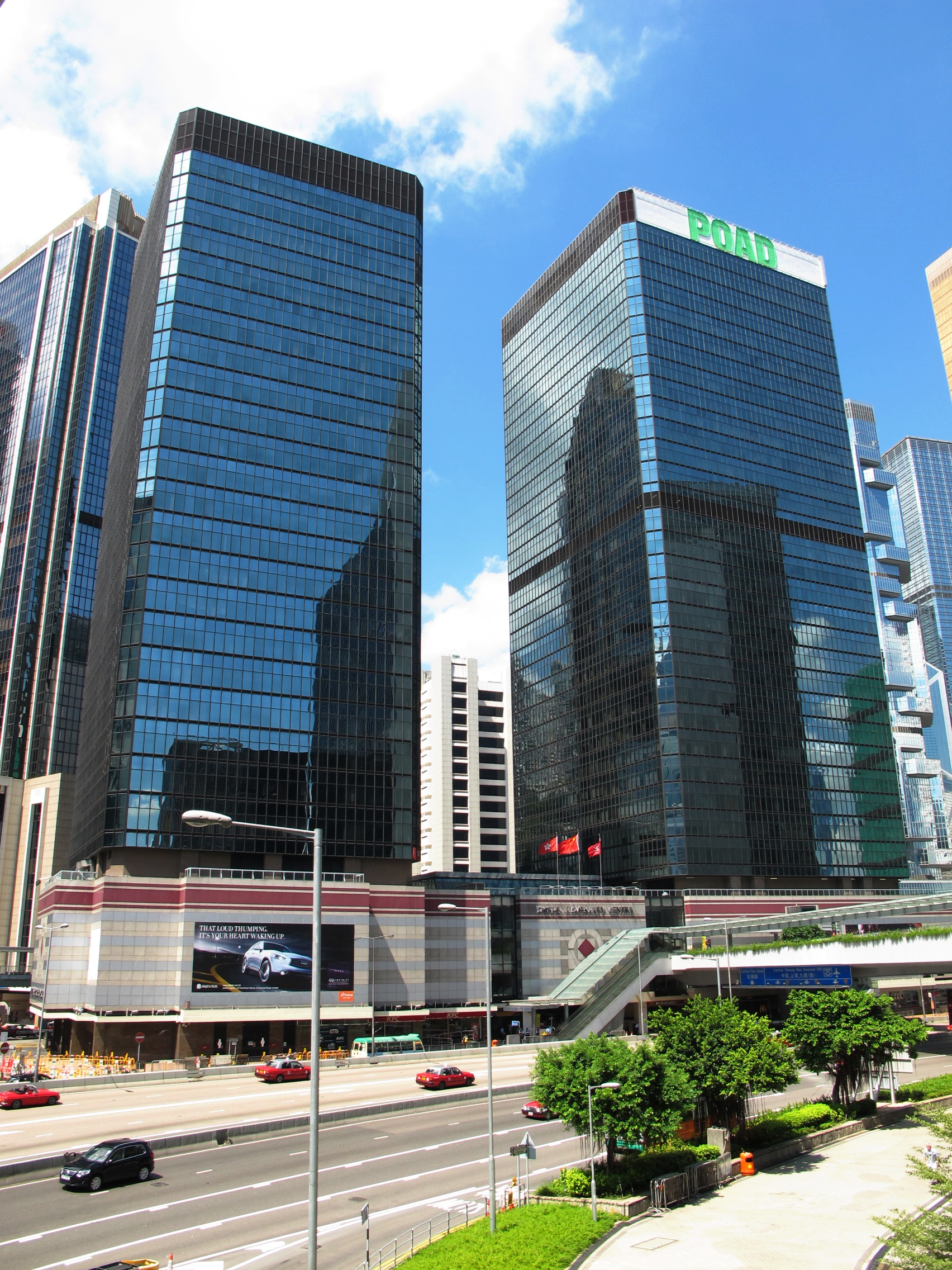
Admiralty Centre

В 1981 году A.S. Watson становится полностью принадлежащей Hutchison Whampoa торговой сетью, которая на тот момент насчитывала 75 продуктовых и непродуктовых магазинов. В 1982 году был закончен высотный жилой комплекс Aberdeen Centre — первый «мини-город» Hutchison Whampoa Property Group на 3 тыс. семей со своими магазинами, ресторанами, променадами и фонтанами.
В 1983 году Hutchison Whampoa инвестировала в сектор мобильной связи Гонконга. В 1984 году Hutchison Telephone Company получила лицензию на стандарт мобильной связи AMPS, а сеть PARKnSHOP открыла свой первый супермаркет в материковом Китае. В 1985 году Hutchison Whampoa приобрела крупный пакет акций в энергетической Hongkong Electric Company, а Hutchison Telephone начала предоставлять услуги связи жителям Гонконга. В 1987 году Hutchison Whampoa приобрела 43 % акций канадской компании Husky Oil.
В 1988 году аптечная сеть Watson’s выходит на рынки Макао, Тайваня и Сингапура, в 1994 году — на рынок Малайзии, в 1996 году — на рынок Таиланда, в 2002 году — на рынок Филиппин. Также в 1988 году Hutchison Telephone Company получила лицензию на аналоговую сотовую систему связи TACS, а Hongkong Electric заявила о переносе своей электростанции с острова Аплэйчау на остров Ламма.
Кроме того, в 1988 году Hongkong International Terminals победила в открытом тендере на строительство гонконгского контейнерного терминала № 7 и заявила о планах построить на территории терминала № 4 шестиэтажный грузовой Hongkong International Distribution Centre; Hutchison Whampoa создала совместное предприятие с Procter & Gamble по производству и дистрибуции в Китае товаров по уходу за кожей и волосами, а Hutchison Whampoa Property Group объявила о начале строительства на месте бывших промышленных предприятий высотных жилых комплексов South Horizons и Laguna City.
В 1989 году Hongkong International Terminals закончила строительство контейнерного терминала № 6; Hutchison Telecom вышла на рынки мобильной связи Великобритании и Австралии; аптечная сеть Watson’s вновь вышла на рынок материкового Китая; Cheung Kong Holdings также инвестировала в проекты жилых комплексов South Horizons и Laguna City. В 1990 году Hutchison Whampoa продаёт некоторые свои филиалы (торговый John Hutchison и строительный Hutchison-Boag Engineering) чтобы сосредоточиться на основных направлениях. В том же году Hutchison Whampoa совместно с британской Cable & Wireless и китайской CITIC запустила первый азиатский спутник связи AsiaSat 1.
Кроме того, в 1990 году была основана компания Hutchvision — оператор паназиатского многоканального спутникового телевидения; Metro Broadcast Corporation получила лицензию на открытие второй в Гонконге коммерческой радиостанции; Hongkong International Terminals открыла терминал № 7; Hutchison Whampoa Property закончила первую очередь комплекса South Horizons; Hongkong Electric запустила свою электростанцию на острове Ламма; A.S. Watson Group поглотила сеть магазинов Fortress.
В 1991 году был построен жилой комплекс Whampoa Garden на 10,4 тыс. квартир; торговая сеть PARKnSHOP открыла крупнейший в Азии центр дистрибуции свежих продуктов; Hongkong International Terminals совместно с китайской COSCO подписала контракт на строительство контейнерного терминала № 8; Hutchison Whampoa приобрела 75 % крупнейшего британского контейнерного порта в Филикстоу; Hutchvision запустила спутниковый телеканал Star TV, а Metro Broadcast Corporation начала радиовещание.
В 1992 году Hutchison Telecom запустила в Гонконге мобильный телефонный стандарт CT2, а дочерняя структура Hutchison Whampoa приобрела 50 % долю в контейнерном порту Шанхая. В 1993 году Hutchison Whampoa стала крупным акционером порта Яньтянь в Шэньчжэне и продала свою долю в HutchVision медиахолдингу News Corporation; была основана компания Hutchison Communications и закончена вторая очередь комплекса South Horizons; Hutchison Telecom реорганизовала свои британские активы, сосредоточившись на цифровой сети PCN; Hutchison Whampoa и Cheung Kong Holdings стали участниками консорциума по строительству скоростной автомагистрали между Шэньчжэнем и Шаньтоу.
В 1994 году все портовые активы были объединены в новую группу Hutchison International Port Holdings; в Гонконге начал принимать суда контейнерный терминал № 8; для управления речными и прибрежными портами в устье Чжуцзяна был создан филиал Hutchison Delta Ports; Hutchison Whampoa сосредоточила в своих руках 100 % пакет порта Филикстоу, выкупив у Orient Overseas последние 25 % акций, а также подписала соглашение о строительстве глубоководного порта во Фрипорте; британский филиал Hutchison Telecom начал предоставлять услуги под брендом Orange, а совместное предприятие Hutchison Max Telecom получило лицензии на мобильную связь в восьми городах Индии.

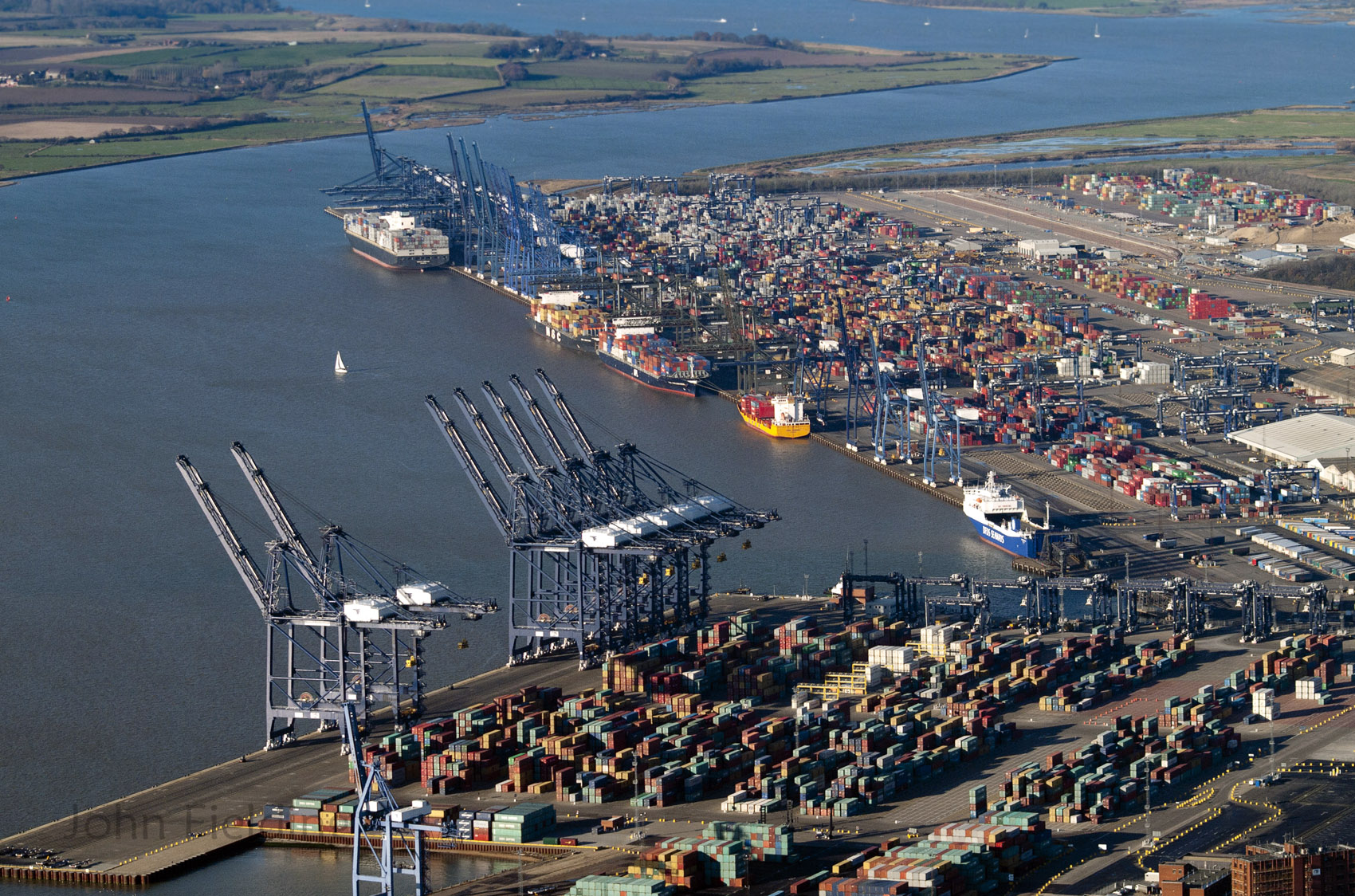
Контейнерный порт Филикстоу

В 1995 году Hutchison Whampoa Property Group закончила строительство первой очереди офисного комплекса Харборфронт и открыла отель Harbour Plaza; Hutchison Delta Ports вошла в число совладельцев грузового терминала в Цзянмыне; Hutchison Telephone начала работать в стандарте GSM и запустила коммерческую сеть CDMA; Hutchison Communications запустила первую оптико-волоконную сеть связи; Hutchison Whampoa совместно с гонконгским Dao Heng Bank и американской Visa International начала использование карт ComPass; Hutchison Whampoa продала оставшиеся акции телеканала Star TV группе News Corporation.
Также в 1995 году Hutchison Whampoa приобрела Pacific Century Corporate Access, которая занималась спутниковым оборудованием и обслуживанием станций VSAT, а также совместно с Cable & Wireless и CITIC начала эксплуатацию спутника связи AsiaSat 2. Кроме того, в 1995 году Hutchison Whampoa, Cheung Kong Holdings и Kowloon-Canton Railway Corporation создали совместное предприятие для строительства большого офисного комплекса на отвоёванных у моря землях в округе Коулун-Сити.
В 1996 году была основана компания Hutchison Telecommunicatons (Hong Kong); Hutchison International Port стала совладельцем проекта по строительству речного грузового терминала в Тхюньмуне; Hongkong International Terminals получила от властей участки на территории контейнерного терминала № 9; Hutchison Whampoa продала 30 % акций Orange на мировых биржах, вывела на биржи Asia Satellite Telecommunications (AsiaSat), закрыла аналоговую систему TACS и полностью перешла на GSM.

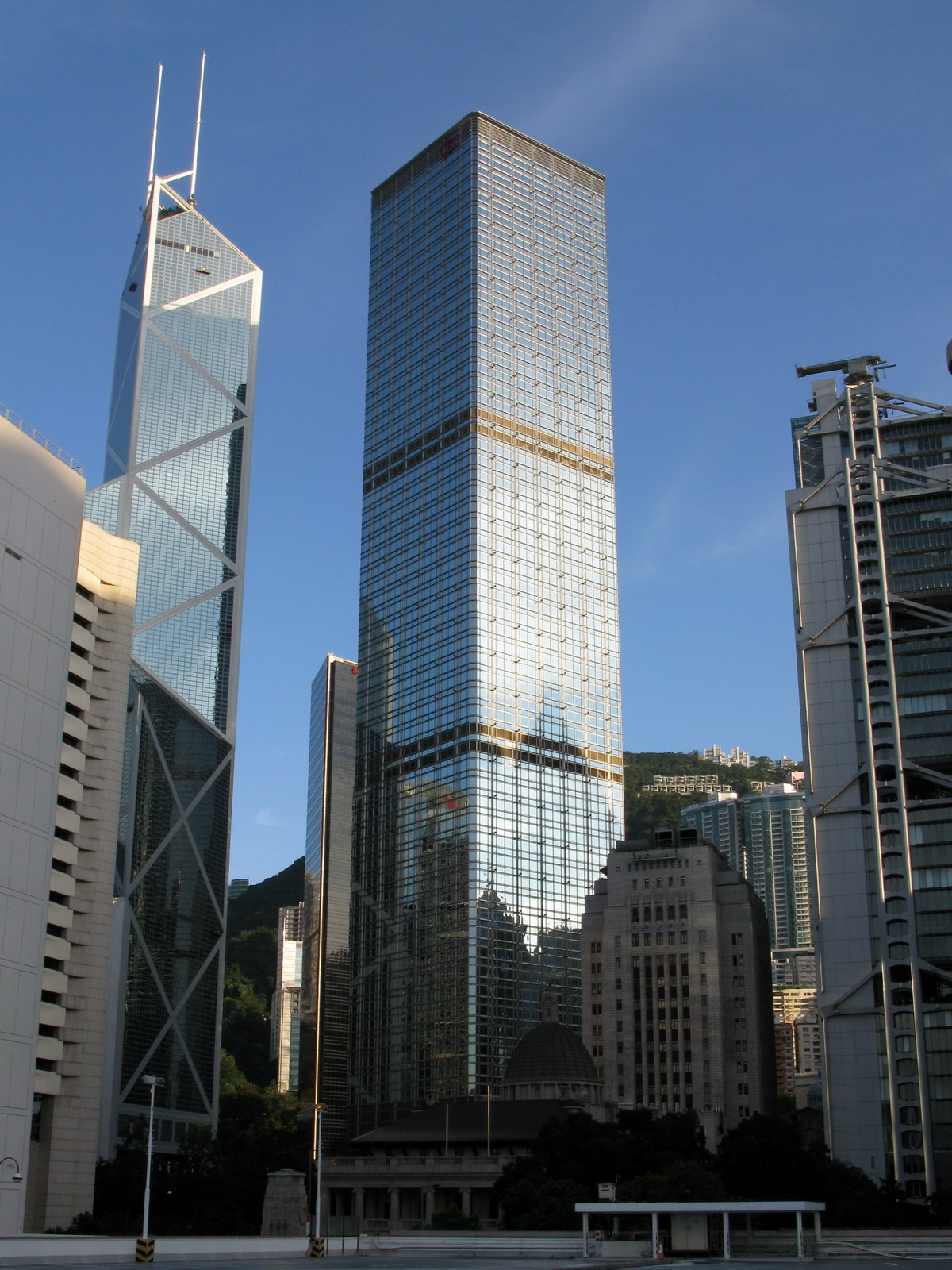
Cheung Kong Center — гонконгская штаб-квартира CK Hutchison Holdings

В 1999 году штаб-квартиры многочисленных компаний Cheung Kong Group переехали в открывшийся 63-этажный небоскрёб Cheung Kong Center.
В 2006 году сингапурская портовая группа Port of Singapore Authority (PSA) приобрела у Hutchison Whampoa 20 % акций портового оператора Hutchison Port Holdings.
В 2014 году Hutchison Whampoa продал 25 % акций в торговой сети A.S. Watson Group сингапурской инвестиционной группе Temasek Holdings.
В январе 2015 года Ли Кашин объявил о реорганизации всех своих активов, не связанных с недвижимостью и застройкой. В феврале 2015 года акционеры Cheung Kong Group и Hutchison Whampoa одобрили слияние компаний, которые в марте того же года объединились в CK Hutchison Holdings. Все девелопментские активы, ранее принадлежавшие Cheung Kong Group и Hutchison Whampoa, были объединены под началом отдельной новосозданной компании Cheung Kong Property Holdings.
В январе 2021 года Husky Energy была продана канадской компании Cenovus Energy за 3,8 млрд долларов; у Ли Кашина осталось 27,2 % акций.
В июне 2023 года Vodafone и CK Hutchison объявили о слиянии своих британских телекоммуникационных активов в новую сеть 5G (Vodafone будет владеть 51 % акций объединённой группы, а Hutchison — 49 %). В марте 2025 года CK Hutchison согласился продать свою долю в портовом операторе CK Hutchison Ports (80 %), включая долю в Panama Ports Company (порты на концах Панамского канала), консорциуму во главе с американской инвестиционной группой BlackRock и швейцарской логистической группой Terminal Investment Limited за 22,8 млрд долларов.

## Структура
Бизнес активы CK Hutchison Holdings сгруппированы в пять больших отраслевых групп: телекоммуникации, инфраструктура, энергетика, портовое хозяйство и розничная торговля.

### Телекоммуникации
Компания Hutchison 3G предоставляет услуги сотовой связи и доступа к интернету в Гонконге, Макао, Юго-Восточной Азии, Австралии и Западной Европе. Подразделение 3 Group Europe работает на рынках Австрии, Италии, Великобритании, Ирландии, Швеции и Дании. Подразделение Hutchison Asia Telecom Group работает на рынках Индонезии, Вьетнама и Шри-Ланки. Подразделение Vodafone Hutchison Australia (совместное предприятие с британской компанией Vodafone) работает на рынке Австралии. Подразделение Hutchison Telecommunications Hong Kong Holdings работает на рынках Гонконга и Макао. По состоянию на конец 2017 года у Hutchison 3G насчитывалось 123 млн активных клиентов; из них 44,78 млн в Европе (в том числе 26,57 млн в Италии и 10 млн в Великобритании), 3,3 млн в Гонконге и 75 млн в Азии (в том числе 56 млн в Индонезии). Подразделение 3 Group Europe принесло в 2017 году 17 % выручки всего конгломерата, ещё по 2 % дали телекоммуникационные компании в Гонконге и Азии.

### Инфраструктура
Компания Cheung Kong Infrastructure Holdings управляет различными инфраструктурными проектами в Китае, на Филиппинах, в Австралии, Новой Зеландии, Великобритании, Нидерландах, Португалии и Канаде, её деятельность даёт 14 % выручки CK Hutchison Holdings. В сферу её интересов входят железные дороги, платные автострады, газопроводы, электрические и водные коммуникации, утилизация мусора.
Среди крупнейших активов Cheung Kong Infrastructure — Northern Gas Networks и Wales & West Utilities (британские дистрибьюторы природного газа), Australian Gas Networks (австралийский дистрибьютор природного газа), Husky Midstream (канадский оператор нефтепроводов и нефтехранилищ), UK Power Networks (британский оператор электросетей), SA Power Networks, CitiPower и Powercor Australia (австралийские операторы электросетей), Wellington Electricity Lines (новозеландский оператор электросетей), Iberwind Group (португальский оператор ветряных электростанций), Seabank Power (британский оператор газовой электростанции), Dutch Enviro Energy (нидерландский оператор электростанции, работающей за счёт сжигания отходов), Northumbrian Water Group (британский оператор водоснабжения, канализации и очистки сточных вод), Eversholt Rail Group (британский оператор железнодорожного транспорта), Green Island Cement (производитель цемента с заводами в Гонконге и Южном Китае).
Cheung Kong Infrastructure контролирует долю в крупнейшей энергетической компании Гонконга Power Assets Holdings, через которую имеет интересы в компаниях Hongkong Electric Company и Associated Technical Services (Гонконг), Outram Limited и Dali and Laoting Wind Farms (Китай), Ratchaburi Power Company (Таиланд), Canadian Power Holdings (Канада).

### Энергетика
CK Hutchison Holdings контролирует 40 % акций канадской энергетической компании Husky Energy (Калгари), которая занимается добычей, транспортировкой и переработкой нефти и газа, а также розничным сбытом нефтепродуктов через собственную сеть автозаправочных станций. Кроме основных мощностей в Канаде, Husky Energy имеет крупные активы в США, Китае и Индонезии. Доля энергетики в выручке конгломерата составляет 11 %. Суточная добыча нефти и газа в 2017 году составила 322,9 тысяч баррелей в нефтяном эквиваленте, доказанные запасы составляют 1,3 млрд баррелей, возможные запасы — 1,136 млрд баррелей.

### Портовое хозяйство
Крупнейший портовый оператор мира Hutchison Ports (совместное предприятие CK Hutchison Holdings и сингапурской PSA International) работает в 48 портах Азии, Америки, Европы, Африки, Австралии, в частности присутствует в 5 из 10 крупнейших портов мира; имеет 30 тыс. сотрудников. Контейнерные терминалы и логистические комплексы Hutchison Ports расположены в Пусане, Кванъяне, Шанхае, Нинбо, Сямыне, Шаньтоу, Хойчжоу, Шэньчжэне, Гонконге, Фошане, Цзянмыне, Фуми, Лемчабанге, Джакарте, Порт-Кланге, Янгоне, Карачи, Сухаре, Аджмане, Эд-Даммаме, Фрипорте, Энсенаде, Мансанильо, Ласаро-Карденасе, Атотонилько-де-Тула, Веракрусе, Кристобале, Бальбоа, Буэнос-Айресе, Брисбене, Сиднее, Стокгольме, Гдыне, Дуйсбурге, Венло, Амстердаме, Мурдейке, Роттердаме, Виллебруке, Филикстоу, Харидже, Рочестере, Эль-Прат-де-Льобрегате, Александрие и Дар-эс-Саламе. На портовое хозяйство приходится 8 % оборота конгломерата, в 2017 году было обработано 84,7 млн TEU.

### Розничная торговля
Одна из крупнейших в мире розничных сетей A.S. Watson Group была основана в 1841 году в Гонконге. Компания специализируется на продаже товаров для здоровья и красоты, в том числе бытовой химии, косметики, парфюмерии, средств ухода за волосами и лекарств. A.S. Watson Group контролирует более 14 тыс. магазинов в 24 странах Азии и Европы, в компании работает более 130 тыс. сотрудников. Наибольшее число магазинов сети в Западной Европе (5345), далее следуют КНР (3271), остальная Азия (2830) и Восточная Европа (2222). Среди крупнейших торговых брендов A.S. Watson Group — Watsons, Kruidvat, Superdrug, Savers Health & Beauty, The Perfume Shop и PARKnSHOP. Подразделение розничной торговли является наиболее важной составляющей CK Hutchison Holdings, его доля в выручке составляет 38 %.

### Другие отрасли
CK Hutchison Holdings принадлежат доли в биотехнологической компании CK Life Sciences International (Гонконг), медиакомпании TOM Group (Гонконг), промышленной и сервисной компании Hutchison Whampoa (China) Limited (Китай), фармацевтической компании Hutchison China MediTech (Китай), водоочистной компании Hutchison Water (Сингапур) и крупнейшей европейской сети парфюмерно-косметических магазинов Marionnaud (Франция). Эти компании в сумме принесли в 2017 году 8 % выручки.

### Регионы деятельности
Европа даёт 47 % выручки (из них 19 % приходится на Великобританию), основными направлениями деятельности являются розничная торговля и телекоммуникации, в Европе работает 51 % от более, чем 300 тысяч сотрудников холдинга (в том числе 14 % в Великобритании).
На материковый Китай приходится 21 % сотрудников и 9 % выручки (из них три четверти даёт розничная торговля). Доля Гонконга в выручке конгломерата составляет 11 %, здесь также преобладает доход от розничной торговли и телекоммуникаций; в Гонконге работает 7 % сотрудников.
На Канаду приходится 8 % выручки CK Hutchison Holdings, из них 87 % даёт энергетика и 13 % инфраструктура; к канадскому региону относится также деятельность Husky Energy в США. В этом регионе работает 2 % от общего числа сотрудников конгломерата.
Ещё 18 % от оборота конгломерата приходится на страны Азии (кроме КНР и Гонконга), Австралию, Мексику, Панаму и Ближний Восток; почти половину от этой цифры даёт инфраструктура, 36 % — портовое хозяйство.

## Собственники и руководство
Председателем правления и крупнейшим акционером CK Hutchison Holdings с основания в 2015 году являлся гонконгский миллиардер Ли Кашин. В 2018 году его сменил старший сын Виктор Ли, являющийся также председателем правления Cheung Kong Infrastructure Holdings и CK Life Sciences.
В совет директоров CK Hutchison Holdings входит 20 человек, в том числе восемь исполнительных директоров, пять неисполнительных директоров и семь независимых неисполнительных директоров. В число последних входят гонконгский миллиардер Майкл Кадури (совладелец CLP Group и Hongkong and Shanghai Hotels), бывший глава The Hongkong and Shanghai Banking Corporation Винсен Чен и бывший руководитель Hang Seng Bank Роуз Ли Ваймун.